# Departamento de Correcciones Juveniles de Arizona
El Departamento de Correcciones Juveniles de Arizona (idioma inglés: Arizona Department of Juvenile Corrections, ADJC) es una agencia del estado de Arizona en los Estados Unidos. El departamento gestiona prisiones y cárceles para menores. Tiene su sede en Downtown Phoenix. Los reformatorios del departamento son la Instalación/Escuela Adobe Mountain en Phoenix, la Instalación/Escuela Black Canyon en Phoenix, y la Instalación/Escuela Catalina Mountain en una área no incorporada en el Condado de Pima. En 2009 ADJC ha cerrado el Complejo Regional (Acuerdo Interestatal) Southwest en Buckeye.